# Tagtse-brug

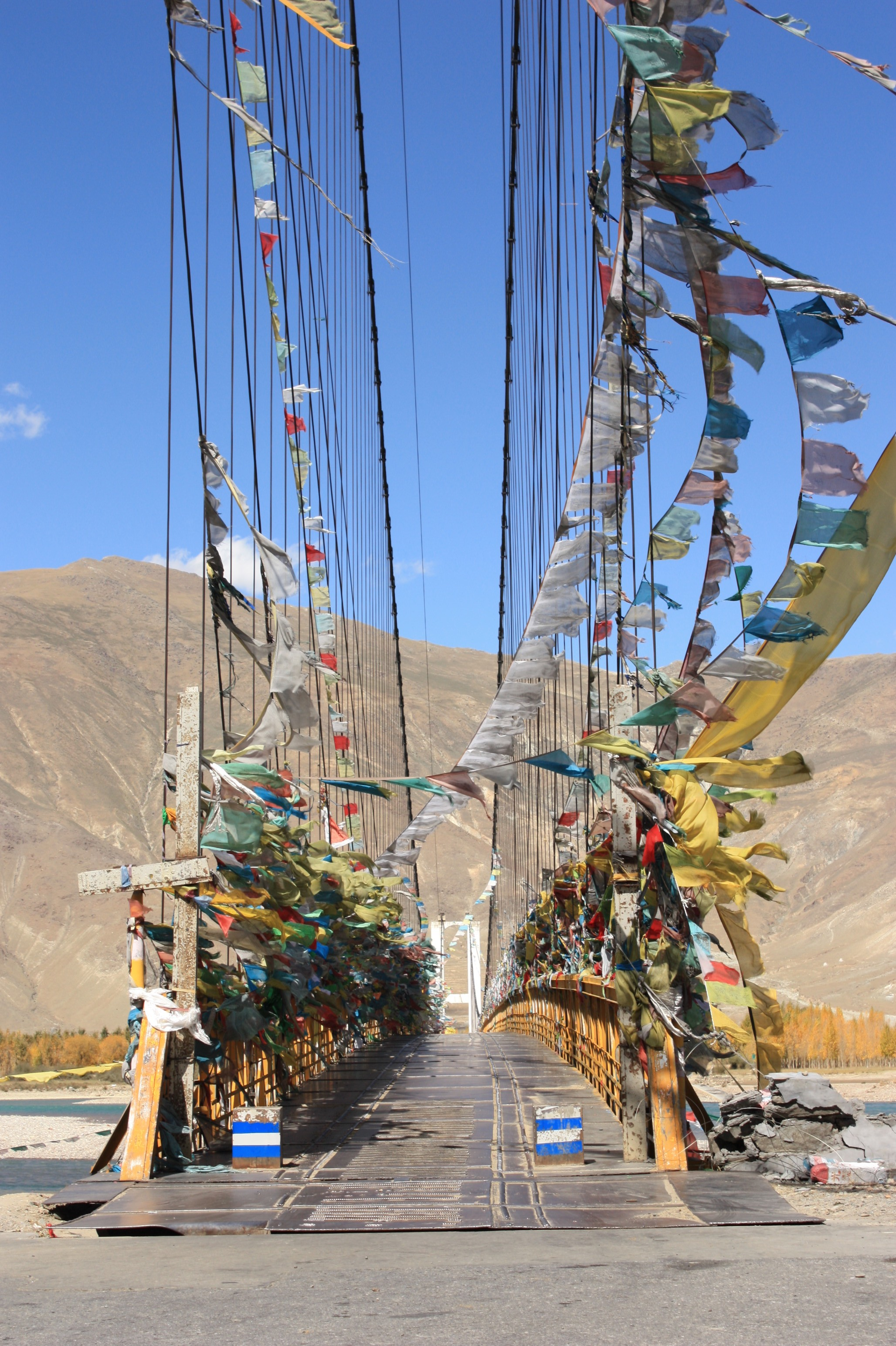

De Tagtse-brug is een lange hangbrug in het arrondissement Tagtse in Tibetaanse Autonome Regio.
De brug werd voltooid in 1984. Het dek heeft een lengte van 500 meter en een breedte van 4,5 meter. Over de brug loopt een snelweg. De brug is gravity-anchored.
De brug is ontworpen door Survey and Design Institute en aangelegd door het Highway Bureau, beide instituten uit de Tibetaanse Autonome Regio.